# Флаг Брисбена
Флаг Брисбена основан на гербе австралийского города Брисбен. Используются два основных цвета: синий и золотой, где синий цвет обозначает море и реку Брисбен, которая протекает через город, а золотой цвет — солнце и тёплый климат города.

## Символы на флаге
Белые волнистые линии в трёх из шести четвертей флага могут представлять собой реку, которая использовалась для организации торговли и дала процветание городу в первые дни существования британских поселений. Альтернативное объяснение состоит в том, что волнистые линии представляют белые облака, разделяющие друг друга, чтобы за ними можно было видеть голубое небо. Три кадуцеи в этих разделах представляют собой коммерцию, ссылаясь на роль Гермеса в древнегреческой мифологии в роли защитника торговли. Оставшиеся три четверти изображают два стаффордширских узла и звезду, которая представляет собой достижения в области астрономии сэра Томаса Брисбена в честь которого назван город, и узлы, представляющие 38-й Стаффордширский полк, в котором Томас Брисбен служил до назначения губернатором колонии в Новом Южном Уэльсе. Обилие морских символов на флаге отражает раннюю роль Брисбена как речного порта.

## Использование
Флаг ежедневно развевается около мэрии Брисбена, а также присутствует внутри здания, так и в других государственных учреждениях по всему городу. Гигантское изображение флага было также спроецировано на мосту имени Уильяма Джолли в Брисбене в рамках празднования 150-летия со дня основания Квинсленда.